# まんがどうして物語
『まんがどうして物語』（まんがどうしてものがたり）は、1984年4月7日から1986年3月29日にかけてTBS系列の毎週土曜17:30 - 18:00（JST）で放送された番組。まんがはじめて物語シリーズの一環として放映された。

## 概要
- 身の回りの「どうして」をテーマにした内容である。マスコットキャラクターのロクベエは、豊田やよいが声を担当。
- 時間移動する時の呪文は「ドボウブシビテベ、カバナーバ!!」（オープニングテーマの「バビブベBOY」の歌詞では「どボうブしビてベ かバな〜バ」）。これは「どうしてかな」の各文字に「ば行」の文字を挿入した言葉である（バビブベボ言葉）。
- 従来のシリーズではサブタイトルの紹介の後に「これは、○○のお話だよ。」というセリフが入るが、本作では放送開始から中期までは「どうして?」というセリフになっている。

## 出演者
- 松居直美（お姉さん）
- 豊田やよい（ロクベエ声）
- 榎本勝起（ナレーター）

## スタッフ
- 音楽：伊部晴美
- 演奏：ダックスフント
- 現像：東洋現像所→IMAGICA
- 人形：伊東万里子（のぞみプロ）、原田克彦（のぞみプロ）
- 声の出演：玄田哲章、鈴木清信、豊田真治、中村秀利、高島雅羅、岸野幸正、難波圭一、佐藤晴彦、前山久和、菅谷勇、劇団薔薇座ほか／津賀有子(モグタン)
- プロデューサー：丹野雄二、永井憲二（ダックスインターナショナル）、井上博（TBS）
- 制作協力：童話舎
- 衣装協力：東急百貨店吉祥寺店
- 監督：曽我仁彦、野崎貞夫、村石ヒロチカ
- 製作：ダックスインターナショナル、TBS

## 主題歌

### オープニングテーマ
『バビブベBOY』（第1 - 76話）
作詞 - 篠塚満由美 / 作曲 - 古田喜昭 / 編曲 - 勝山俊一郎 / 歌 - 松居直美（フィリップス・レコード）
『Starship Blue 〜夢エネルギー〜』（第77 - 100話）
作詞 - 吉元由美 / 作曲 - 芹澤廣明 / 編曲 - 馬飼野康二 / 歌 - 松居直美（日本コロムビア）

### エンディングテーマ
『恋は御知合い!』（第1 - 76話）
作詞 - 篠塚満由美 / 作曲・編曲 - 山本次郎 / 歌 - 松居直美（フィリップス・レコード）
『心の中の楽園（ファンタジア）』（第77 - 100話）
作詞 - 吉元由美 / 作曲 - 芹澤廣明 / 編曲 - 馬飼野康二 / 歌 - 松居直美（日本コロムビア）

## 各話リスト
全話とも原則としては1回で2本放送。
| 回  | 放送日         | サブタイトル                                                                              | 脚本         | 演出           | 監督         |
| --- | -------------- | ----------------------------------------------------------------------------------------- | ------------ | -------------- | ------------ |
| 1   | 1984年 4月7日  | どうして怪獣と恐竜は似ているの?(恐竜)                                                     | 首藤剛志     | 鈴木康彦       | 曽我仁彦     |
| 1   | 1984年 4月7日  | どうしてお花見は桜でするの?(お花見)                                                       | 戸田博史     | 又野龍也       | 野崎貞夫     |
| 2   | 4月14日        | どうしてこんな大きなピラミッドを造ったの?(ピラミッド)                                     | 花園由宇保   | 江沢聖三       | 曽我仁彦     |
| 2   | 4月14日        | どうして血液型ってあるの?(血液型)                                                         | 鷺山京子     | 秦泉寺博       | 曽我仁彦     |
| 3   | 4月21日        | どうして夕焼けの次の日は晴れるの?(天気予報)                                               | 鷺山京子     | 秦泉寺博       | 野崎貞夫     |
| 3   | 4月21日        | どうして鉄は錆びるの?(錆)                                                                 | 佐藤茂       | 野寺三郎       | 野崎貞夫     |
| 4   | 4月28日        | どうして大仏を造ったの?(奈良の大仏)                                                       | 久保田圭司   | 木村一郎       | 曽我仁彦     |
| 4   | 4月28日        | どうして鮭は生まれた川に戻ってくるの?(鮭)                                                 | 久保田圭司   | 大西清         | 曽我仁彦     |
| 5   | 5月5日         | どうして端午の節句に菖蒲湯に入るの?(菖蒲湯)                                               | 志村多穂     | 又野龍也       | 野崎貞夫     |
| 5   | 5月5日         | どうしておならって出るの?(おなら)                                                         | 佐藤茂       | 野寺三郎       | 野崎貞夫     |
| 6   | 5月12日        | どうして音階はドレミファソラシドなの?(ドレミファソラシド)                                 | 佐藤茂       | 秦泉寺博       | 曽我仁彦     |
| 6   | 5月12日        | どうして森林浴はからだにいいの?(森林浴)                                                   | 佐藤茂       | 鈴木康彦       | 曽我仁彦     |
| 7   | 5月19日        | どうしてナイル川はあんな砂漠を流れているの?(ナイル川)                                     | 首藤剛志     | 尾崎正善       | 野崎貞夫     |
| 7   | 5月19日        | どうして犬は電柱にオシッコするの?(動物のナワバリ)                                         | 久保田圭司   | 野寺三郎       | 野崎貞夫     |
| 8   | 5月26日        | どうして海の水はしょっぱいの?(海の水)                                                     | 鷺山京子     | 鈴木康彦       | 曽我仁彦     |
| 8   | 5月26日        | どうしてホコリはでてくるの?(ホコリ)                                                       | 戸田博史     | まつざきはじめ | 曽我仁彦     |
| 9   | 6月2日         | どうして砂漠はできたの?(砂漠)                                                             | 浜田和信     | 江沢聖三       | 野崎貞夫     |
| 9   | 6月2日         | どうしてうなぎと梅干を一緒に食べてはいけないの?(食い合わせ)                               | 久保田圭司   | 野寺三郎       | 野崎貞夫     |
| 10  | 6月9日         | どうしてナスカにはあんな大きな地上絵があるの?(ナスカの地上絵)                             | 戸田博史     | 秦泉寺博       | 曽我仁彦     |
| 10  | 6月9日         | どうして梅雨があるの?(梅雨)                                                               | 五十嵐ひろみ | 又野龍也       | 曽我仁彦     |
| 11  | 6月16日        | どうして自転車は倒れないで走れるの?(自転車)                                               | 佐藤茂       | 鈴木康彦       | 野崎貞夫     |
| 11  | 6月16日        | どうしてへそのゴマをとってはいけないの?(へそのゴマ)                                       | 武上純希     | 藤原良二       | 野崎貞夫     |
| 12  | 6月23日        | どうして虹はできるの?(虹)                                                                 | 志村多穂     | 日下部光雄     | 曽我仁彦     |
| 12  | 6月23日        | どうして仏滅には結婚式を避けるの?(仏滅)                                                   | 佐藤茂       | 野寺三郎       | 曽我仁彦     |
| 13  | 6月30日        | どうして火山は爆発するの?(火山)                                                           | 武上純希     | 小林勝利       | 野崎貞夫     |
| 13  | 6月30日        | どうして夜になると眠くなるの?(睡眠)                                                       | まるおけいこ | 又野龍也       | 野崎貞夫     |
| 14  | 7月7日         | どうして雷はおきるの?(雷)                                                                 | 久保田圭司   | 秦泉寺博       | 曽我仁彦     |
| 14  | 7月7日         | どうしてオウムや九官鳥は人間の言葉を話せるの?(オウム)                                     | 佐藤茂       | まつざきはじめ | 曽我仁彦     |
| 15  | 7月14日        | どうして種なしスイカは種がないのにできるの?(スイカ)                                       | 藤本裕子     | 江沢聖三       | 野崎貞夫     |
| 15  | 7月14日        | どうしてお盆には迎え火をたくの?(お盆)                                                     | 戸田博史     | 日下部光雄     | 野崎貞夫     |
| 16  | 7月21日        | どうして日曜日はお休みなの?(日曜日)                                                       | 五十嵐ひろみ | 野寺三郎       | 曽我仁彦     |
| 16  | 7月21日        | どうして盲腸なんかあるの?(盲腸)                                                           | 鷺山京子     | 鈴木康彦       | 曽我仁彦     |
| 17  | 7月28日        | どうして象の鼻は長いの?(象)                                                               | 花園由宇保   | 日下部光雄     | 野崎貞夫     |
| 17  | 7月28日        | どうして蜃気楼はおこるの?(蜃気楼)                                                         | 武上純希     | 木村一郎       | 野崎貞夫     |
| 18  | 8月18日        | どうして暑い夏があるの?(夏)                                                               | 佐藤茂       | 秦泉寺博       | 野崎貞夫     |
| 18  | 8月18日        | どうして女の人はお化粧するの?(化粧)                                                       | 杉原恵       | 又野龍也       | 野崎貞夫     |
| 19  | 8月25日        | どうして幽霊とお化けは違うの?(お化け)                                                     | まるおけいこ | 江沢聖三       | 野崎貞夫     |
| 19  | 8月25日        | どうして涙はでてくるの?(涙)                                                               | 五十嵐ひろみ | 野寺三郎       | 野崎貞夫     |
| 20  | 9月1日         | どうして地震は起きるの?(地震)                                                             | 浜田和信     | 大町繁         | 曽我仁彦     |
| 20  | 9月1日         | どうして汗はでるの?(汗)                                                                   | 佐藤茂       | 秦泉寺博       | 曽我仁彦     |
| 21  | 9月8日         | どうして星座に名前があるの?(星座)                                                         | 戸田博史     | まつざきはじめ | 曽我仁彦     |
| 21  | 9月8日         | どうしてあいさつをするの?(あいさつ)                                                       | 久保田圭司   | 又野龍也       | 曽我仁彦     |
| 22  | 9月15日        | どうして髪の毛はのびるの?(髪の毛)                                                         | 志村多穂     | 野寺三郎       | 曽我仁彦     |
| 22  | 9月15日        | どうして人工衛星は落ちてこないの?(人工衛星)                                               | 武上純希     | 日下部光雄     | 曽我仁彦     |
| 23  | 9月22日        | どうして台風はやってくるの?(台風)                                                         | 久保田圭司   | 藤原良二       | 野崎貞夫     |
| 23  | 9月22日        | どうして国によって言葉が違うの?(言葉)                                                     | 鷺山京子     | まつざきはじめ | 野崎貞夫     |
| 24  | 9月29日        | どうして電車には線路が必要なの?(線路)                                                     | 佐藤茂       | 日下部光雄     | 野崎貞夫     |
| 24  | 9月29日        | どうしてスカートは女の子しかはかないの?(スカート)                                         | 佐藤茂       | 鈴木康彦       | 野崎貞夫     |
| 25  | 10月6日        | どうして地球が丸いとわかったの?(地球)                                                     | 花園由宇保   | 秦泉寺博       | 曽我仁彦     |
| 25  | 10月6日        | どうしてコアラはユーカリの葉しか食べないの?(コアラ)                                       | 武上純希     | 江沢聖三       | 曽我仁彦     |
| 26  | 10月13日       | どうして電話には線が必要なの?(電話)                                                       | 首藤剛志     | 野寺三郎       | 曽我仁彦     |
| 26  | 10月13日       | どうして1日は24時間なの?(時間)                                                            | 戸田博史     | 又野龍也       | 曽我仁彦     |
| 27  | 10月20日       | どうしてリニアモーターカーは浮かんで走るの?(リニアモーターカー)                           | 戸田博史     | 藤原良二       | 野崎貞夫     |
| 27  | 10月20日       | どうしていびきをかくの?(いびき)                                                           | 武上純希     | 鈴木康彦       | 野崎貞夫     |
| 28  | 10月27日       | どうして侍がでてきたの?(侍)                                                               | 佐藤茂       | 又野龍也       | 曽我仁彦     |
| 28  | 10月27日       | どうして夜 爪を切ってはいけないの?(爪)                                                    | 久保田圭司   | 秦泉寺博       | 曽我仁彦     |
| 29  | 11月3日        | どうして鯨は水の中に住むようになったの?(鯨)                                               | 首藤剛志     | 秦泉寺博       | 野崎貞夫     |
| 29  | 11月3日        | どうして占いをするようになったの?(占い)                                                   | 鷺山京子     | 日下部光雄     | 野崎貞夫     |
| 30  | 11月10日       | どうして七五三のお祝いをするの?(七五三)                                                   | 武上純希     | 大町繁         | 曽我仁彦     |
| 30  | 11月10日       | どうしてレコードは音が出るの?(レコード)                                                   | 佐藤茂       | 江沢聖三       | 曽我仁彦     |
| 31  | 11月17日       | どうして人間は恋をするの?(恋)                                                             | 戸田博史     | 秦泉寺博       | 曽我仁彦     |
| 31  | 11月17日       | どうしてペンギンは鳥なのに飛べないの?(ペンギン)                                           | 志村多穂     | 木村一郎       | 曽我仁彦     |
| 32  | 11月24日       | どうしておまわりさんというの?(おまわりさん)                                               | 武上純希     | 又野龍也       | 野崎貞夫     |
| 32  | 11月24日       | どうして漢字ができたの?(漢字)                                                             | 花園由宇保   | 日下部光雄     | 野崎貞夫     |
| 33  | 12月1日        | どうして映画は動いて見えるの?(映画)                                                       | 戸田博史     | 藤原良二       | 野崎貞夫     |
| 33  | 12月1日        | どうして子供はたばこを吸ってはいけないの?(たばこ)                                         | 五十嵐ひろみ | 秦泉寺博       | 野崎貞夫     |
| 34  | 12月8日        | どうして学校に行かなくてはいけないの?(学校)                                               | 久保田圭司   | 野寺三郎       | 曽我仁彦     |
| 34  | 12月8日        | どうして信号は赤・青・黄なの?(信号)                                                       | 鷺山京子     | 鈴木康彦       | 曽我仁彦     |
| 35  | 12月15日       | どうしてお正月に年賀状を出すの?(年賀状)                                                   | 武上純希     | 又野龍也       | 野崎貞夫     |
| 35  | 12月15日       | どうして鏡はうつるの?(鏡)                                                                 | 志村多穂     | 江沢聖三       | 野崎貞夫     |
| 36  | 12月22日       | どうしてクリスマスツリーを飾るの?(クリスマスツリー)                                       | 佐藤茂       | 日下部光雄     | 曽我仁彦     |
| 36  | 12月22日       | どうして名前は決まったの?(名前)                                                           | 戸田博史     | 秦泉寺博       | 曽我仁彦     |
| 37  | 12月29日       | どうして床屋さんの看板は赤・白・青なの?(床屋さん)                                         | 久保田圭司   | 藤原良二       | 野崎貞夫     |
| 37  | 12月29日       | どうして大晦日に年越しそばを食べるの?(年越しそば)                                         | 杉原恵       | 野寺三郎       | 野崎貞夫     |
| 38  | 1985年 1月5日  | どうしてお正月におもちを食べるの?(おもち)                                                 | 首藤剛志     | 江沢聖三       | 曽我仁彦     |
| 38  | 1985年 1月5日  | どうしてヘリコプターは空中で止まれるの?(ヘリコプター)                                     | 花園由宇保   | 鈴木康彦       | 曽我仁彦     |
| 39  | 1月12日        | どうして相撲は日本の国技なの?(相撲)                                                       | 鷺山京子     | 又野龍也       | 野崎貞夫     |
| 39  | 1月12日        | どうして犬には尻尾があるの?(尻尾)                                                         | 佐藤茂       | 小林勝利       | 野崎貞夫     |
| 40  | 1月19日        | どうして結婚式でケーキを切るの?(結婚式)                                                   | 武上純希     | 尾崎正善       | 野崎貞夫     |
| 40  | 1月19日        | どうして怪獣と恐竜は似ているの?(再)                                                       |              |                |              |
| 41  | 1月26日        | どうしてお風呂に入るの?(お風呂)                                                           | 佐藤茂       | 秦泉寺博       | 野崎貞夫     |
| 41  | 1月26日        | どうして血液型ってあるの?(再)                                                             |              |                |              |
| 42  | 2月2日         | どうして節分の日に豆をまくの?(節分)                                                       | 戸田博史     | 野寺三郎       | 曽我仁彦     |
| 42  | 2月2日         | どうしてネクタイをするの?(ネクタイ)                                                       | 久保田圭司   | 藤原良二       | 曽我仁彦     |
| 43  | 2月9日         | どうして風邪をひくの?(風邪)                                                               | 佐藤茂       | 鈴木康彦       | 曽我仁彦     |
| 43  | 2月9日         | どうして鉄は錆びるの?(再)                                                                 |              |                |              |
| 44  | 2月16日        | どうして試験があるの?(試験)                                                               | 戸田博史     | 野寺三郎       | 野崎貞夫     |
| 44  | 2月16日        | どうして郵便ポストは赤いの?(ポスト)                                                       | 志村多穂     | 尾崎正善       | 野崎貞夫     |
| 45  | 2月23日        | どうしてハンサムな人を二枚目というの?(二枚目・三枚目)                                     | 武上純希     | 秦泉寺博       | 曽我仁彦     |
| 45  | 2月23日        | どうしておならってでるの?(再)                                                             |              |                |              |
| 46  | 3月2日         | どうしてひな祭りは女の子のお節句なの?(ひな祭り)                                           | 鷺山京子     | 又野龍也       | 曽我仁彦     |
| 46  | 3月2日         | どうしてこんな大きな飛行機が空を飛ぶの?(飛行機)                                           | 杉原恵       | 江沢聖三       | 曽我仁彦     |
| 47  | 3月9日         | どうしてカレイとひらめは違うの?(カレイとひらめ)                                           | 首藤剛志     | 尾崎正善       | 野崎貞夫     |
| 47  | 3月9日         | どうしてホコリはでてくるの?(再)                                                           |              |                |              |
| 48  | 3月16日        | どうして一日に3回食事をするの?(食事)                                                      | 戸田博史     | 藤原良二       | 野崎貞夫     |
| 48  | 3月16日        | どうして写真はうつるの?(写真)                                                             | 佐藤茂       | 野寺三郎       | 野崎貞夫     |
| 49  | 3月23日        | どうして石けんで洗うと汚れが落ちるの?(石けん)                                             | 志村多穂     | 秦泉寺博       | 曽我仁彦     |
| 49  | 3月23日        | どうして犬とネコは仲が悪いの?(犬とネコ)                                                   | 五十嵐ひろみ | 鈴木康彦       | 曽我仁彦     |
| 50  | 3月30日        | どうして野球は9人でやるの?(野球)                                                          | 久保田圭司   | 尾崎正善       | 曽我仁彦     |
| 50  | 3月30日        | どうしてお花見は桜でするの?(再)                                                           |              |                |              |
| 51  | 4月6日         | どうしてラッコは上手に浮くの?(ラッコ)                                                     | 佐藤茂       | 木村一郎       | 野崎貞夫     |
| 51  | 4月6日         | どうして博覧会を開くの?(博覧会)                                                           | 鷺山京子     | 又野龍也       | 野崎貞夫     |
| 52  | 4月13日        | どうして太陽は燃えつきないの?(太陽)                                                       | 武上純希     | 日下部光雄     | 曽我仁彦     |
| 52  | 4月13日        | どうして接着剤でものがくっつくの?(接着)                                                   | 杉原恵       | 鈴木康彦       | 曽我仁彦     |
| 53  | 4月20日        | どうしてツバメはもどってくるの?(渡り鳥)                                                   | 久保田圭司   | 野寺三郎       | 野崎貞夫     |
| 53  | 4月20日        | どうしておにぎりに梅干を入れるの?(梅干)                                                   | 浜田和信     | 江沢聖三       | 野崎貞夫     |
| 54  | 4月27日        | どうして都道府県はできたの?(都道府県)                                                     | 久保田圭司   | 秦泉寺博       | 曽我仁彦     |
| 54  | 4月27日        | どうしてカレーは辛いの?(カレー)                                                           | 佐藤茂       | 藤原良二       | 曽我仁彦     |
| 55  | 5月4日         | どうして子供の日にこいのぼりを上げるの?(こいのぼり)                                       | 花園由宇保   | 野寺三郎       | 野崎貞夫     |
| 55  | 5月4日         | どうして音階はドレミファソラシドなの?(再)                                                 |              |                |              |
| 56  | 5月11日        | どうして母の日にカーネーションを贈るの?(母の日)                                           | 久保田圭司   | 又野龍也       | 曽我仁彦     |
| 56  | 5月11日        | どうしてはんこが必要なの?(はんこ)                                                         | 首藤剛志     | 大町繁         | 曽我仁彦     |
| 57  | 5月18日        | どうしてお金でものが買えるの?(お金)                                                       | 戸田博史     | 尾崎正善       | 野崎貞夫     |
| 57  | 5月18日        | どうして消しゴムで字が消えるの?(消しゴム)                                                 | 武上純希     | 秦泉寺博       | 野崎貞夫     |
| 58  | 5月25日        | どうして税金をあつめるの?(税金)                                                           | ひらたてつ   | 江沢聖三       | 曽我仁彦     |
| 58  | 5月25日        | どうして水をわかすと水蒸気が出るの?(水蒸気)                                               | 久保田圭司   | 野寺三郎       | 曽我仁彦     |
| 59  | 6月1日         | どうしてバラにはトゲがあるの?(バラ)                                                       | 鷺山京子     | 藤原良二       | 野崎貞夫     |
| 59  | 6月1日         | どうして電波で音が伝わるの?(電波)                                                         | 五十嵐ひろみ | 又野龍也       | 野崎貞夫     |
| 60  | 6月8日         | どうして時計の針は右回りなの?(時計)                                                       | 佐藤茂       | 木村一郎       | 曽我仁彦     |
| 60  | 6月8日         | どうして1メートルの長さが決まったの?(1メートル)                                           | 花園由宇保   | 大町繁         | 曽我仁彦     |
| 61  | 6月15日        | どうしてカビが生えるの?(カビ)                                                             | 志村多穂     | 尾崎正善       | 野崎貞夫     |
| 61  | 6月15日        | どうして日本人はおはしを使うの?(おはし)                                                   | 浜田和信     | 又野龍也       | 野崎貞夫     |
| 62  | 6月22日        | どうして看護婦さんは白衣を着ているの?(白衣)                                               | 杉原恵       | 野寺三郎       | 野崎貞夫     |
| 62  | 6月22日        | どうして海の水はしょっぱいの?(再)                                                         |              |                |              |
| 63  | 6月29日        | どうしてキリンの首は長いの?(キリン)                                                       | 久保田圭司   | 大町繁         | 曽我仁彦     |
| 63  | 6月29日        | どうしてマカロニには穴があいているの?(マカロニ)                                           | 志村多穂     | 日下部光雄     | 曽我仁彦     |
| 64  | 7月6日         | どうして七夕の日には笹に飾りをするの?(七夕)                                               | 武上純希     | 藤原良二       | 野崎貞夫     |
| 64  | 7月6日         | どうして空気がないと人間は生きていけないの?(空気)                                         | 首藤剛志     | 秦泉寺博       | 野崎貞夫     |
| 65  | 7月13日        | どうして赤いのに金魚というの?(金魚)                                                       | 鷺山京子     | 又野龍也       | 曽我仁彦     |
| 65  | 7月13日        | どうして炭酸飲料を飲むとスーッとするの?(炭酸飲料)                                         | 佐藤茂       | 野寺三郎       | 曽我仁彦     |
| 66  | 7月20日        | どうして土用の丑の日にウナギを食べるの?(ウナギ)                                           | 久保田圭司   | 木村一郎       | 野崎貞夫     |
| 66  | 7月20日        | どうして暑い夏があるの?(再)                                                               |              |                |              |
| 67  | 7月27日        | どうして蚊にさされるとかゆくなるの?(蚊)                                                   | 佐藤茂       | 尾崎正善       | 野崎貞夫     |
| 67  | 7月27日        | どうして種なしスイカは種がないのにできるの?(再)                                           |              |                |              |
| 68  | 8月3日         | どうしてホタルは光るの?(ホタル)                                                           | 佐藤茂       | 江沢聖三       | 曽我仁彦     |
| 68  | 8月3日         | どうしてアイスクリームはとけちゃうの?(アイスクリーム)                                     | 武上純希     | 藤原良二       | 曽我仁彦     |
| 69  | 8月10日        | どうして花火はきれいなの?(花火)                                                           | 志村多穂     | 野寺三郎       | 野崎貞夫     |
| 69  | 8月10日        | どうして暑い時に帽子をかぶるの?(帽子)                                                     | ひらたてつ   | 秦泉寺博       | 野崎貞夫     |
| 70  | 8月17日        | どうしてカブトムシにはツノがあるの?(カブトムシ)                                           | 村石ヒロチカ | 大町繁         | 曽我仁彦     |
| 70  | 8月17日        | どうして冷蔵庫は冷えるの?(冷蔵庫)                                                         | 久保田圭司   | 又野龍也       | 曽我仁彦     |
| 71  | 8月24日        | どうしてクモは巣をはるの?(クモ)                                                           | 首藤剛志     | 藤原良二       | 野崎貞夫     |
| 71  | 8月24日        | どうして汗はでるの?(再)                                                                   |              |                |              |
| 72  | 8月31日        | どうして右ききと左ききの人がいるの?(右きき左きき)                                         | 戸田博史     | 尾崎正善       | 野崎貞夫     |
| 72  | 8月31日        | どうして地震は起きるの?(再)                                                               |              |                |              |
| 73  | 9月7日         | どうして星は光っているの?(星)                                                             | 杉原恵       | 江沢聖三       | 曽我仁彦     |
| 73  | 9月7日         | どうしてほくろはできるの?(ほくろ)                                                         | 武上純希     | 秦泉寺博       | 曽我仁彦     |
| 74  | 9月14日        | どうして千羽鶴を折るの?(千羽鶴)                                                           | 鷺山京子     | 大町繁         | 野崎貞夫     |
| 74  | 9月14日        | どうして台風はやってくるの?(再)                                                           |              |                |              |
| 75  | 9月21日        | どうして注射をするの?(注射)                                                               | 佐藤茂       | 秦泉寺博       | 野崎貞夫     |
| 75  | 9月21日        | どうして人工衛星は落ちてこないの?(再)                                                     |              |                |              |
| 76  | 9月28日        | どうしてあだなをつけるの?(あだな)                                                         | 村石ヒロチカ | 日下部光雄     | 曽我仁彦     |
| 76  | 9月28日        | どうしてコックさんの帽子は高いの?(コックさん)                                             | 久保田圭司   | 又野龍也       | 曽我仁彦     |
| 77  | 10月5日        | 走って走って42,195キロ!(マラソン)                                                         | 村石ヒロチカ | 野寺三郎       | 野崎貞夫     |
| 77  | 10月5日        | ガラス玉みがけばピントがあなたにピタリ(メガネ)                                            | 花園由宇保   | 藤原良二       | 野崎貞夫     |
| 78  | 10月12日       | うらしまビックリ!!海底散歩(潜水艦)                                                        | 武上純希     | 江沢聖三       | 曽我仁彦     |
| 78  | 10月12日       | 悲しくないのに涙がポロリ(玉ネギ)                                                          | 佐藤茂       | 秦泉寺博       | 曽我仁彦     |
| 79  | 10月19日       | ギザギザつければ快適ドライブ(タイヤ)                                                      | 志村多穂     | 又野龍也       | 野崎貞夫     |
| 79  | 10月19日       | ヒヤヒヤドキドキ胸(ハート)がなる(恋心)                                                    | 村石ヒロチカ | 大町繁         | 野崎貞夫     |
| 80  | 10月26日       | 銀河系脱出!夢の旅(ロケット)                                                               | 佐藤茂       | 秦泉寺博       | 曽我仁彦     |
| 80  | 10月26日       | 下見ればヒザが鳴るなり雲の上(高所恐怖症)                                                  | 戸田博史     | 日下部光雄     | 曽我仁彦     |
| 81  | 11月9日        | 甘さ求めてハネムーン(味覚)                                                                | 首藤剛志     | 大町繁         | 曽我仁彦     |
| 81  | 11月9日        | 動かぬ証拠で犯人ピタリ!(指紋)                                                             | 花園由宇保   | 又野龍也       | 曽我仁彦     |
| 82  | 11月16日       | 燃えて燃えて秋のお山はまっかっか(紅葉)                                                    | 柏倉美穂     | 秦泉寺博       | 野崎貞夫     |
| 82  | 11月16日       | ヨチヨチ歩きのジェントルマン(「どうしてペンギンは鳥なのに飛べないの?」改題再)             |              |                |              |
| 83  | 11月23日       | 給料日 あけてビックリ米俵(お米)                                                           | 佐藤茂       | 江沢聖三       | 野崎貞夫     |
| 83  | 11月23日       | 写真が動いてドッキリコン!(「どうして映画は動いて見えるの?」改題再)                        |              |                |              |
| 84  | 11月30日       | 立った立った!こいつは春から縁起がいいや(茶柱)                                             | 杉原恵       | 野寺三郎       | 村石ヒロチカ |
| 84  | 11月30日       | ねずみ小僧も泣いてます(銀行)                                                              | 鷺山京子     | 日下部光雄     | 村石ヒロチカ |
| 85  | 12月7日        | 冬はぬくぬく穴の中(冬眠)                                                                  | 戸田博史     | 秦泉寺博       | 曽我仁彦     |
| 85  | 12月7日        | 地獄でもカンニンできないカンニング(「どうして試験があるの?」改題再)                       |              |                |              |
| 86  | 12月14日       | OH!ビックリ!!一本足でねんころり(ツル)                                                     | 久保田圭司   | 藤原良二       | 曽我仁彦     |
| 86  | 12月14日       | ルーツ調べりゃ親戚だ(「どうして名前は決まったの?」改題再)                                 |              |                |              |
| 87  | 12月21日       | ねずみ君 チエをしぼって一番のり(十二支)                                                   | 村石ヒロチカ | 大町繁         | 野崎貞夫     |
| 87  | 12月21日       | 煙突から夢と愛のプレゼント(サンタクロース)                                                | 志村多穂     | 又野龍也       | 野崎貞夫     |
| 88  | 12月28日       | そば食えば鐘が鳴るなり108つ(除夜の鐘)                                                     | 山田美子     | 日下部光雄     | 曽我仁彦     |
| 88  | 12月28日       | 一枚二枚三枚目あなたのお顔は何枚目!?(「どうしてハンサムな人を二枚目というの?」改題再)     |              |                |              |
| 89  | 1986年 1月11日 | 元服一服おとなです(成人式)                                                                | 佐藤茂       | 藤原良二       | 曽我仁彦     |
| 89  | 1986年 1月11日 | おへそもびっくり!小判がポン!(へそくり)                                                    | 高木凛       | 秦泉寺博       | 曽我仁彦     |
| 90  | 1月18日        | 土俵に咲いた波の華(塩)                                                                    | 武上純希     | 野寺三郎       | 曽我仁彦     |
| 90  | 1月18日        | 竹トンボ エンジンつけておたすけマシン!(「どうしてヘリコプターは空中で止まれるの?」改題再) |              |                |              |
| 91  | 1月25日        | ラッキーカムカム!幸せコイコイ!(ラッキー7)                                                 | 花園由宇保   | 藤原良二       | 野崎貞夫     |
| 91  | 1月25日        | 男と女 右と左に泣き別れ(ボタン)                                                           | 村石ヒロチカ | 秦泉寺博       | 野崎貞夫     |
| 92  | 2月1日         | ホントにあったの?謎の大陸アトランティス(失われた大陸)                                     | 戸田博史     | 野寺三郎       | 野崎貞夫     |
| 92  | 2月1日         | あらふしぎ?!船も飛行機も消えちゃった!(バミューダトライアングル)                           | 首藤剛志     | 江沢聖三       | 野崎貞夫     |
| 93  | 2月8日         | 石もつもれば謎となる(ピラミッド)                                                          | 佐藤茂       | 又野龍也       | 曽我仁彦     |
| 93  | 2月8日         | 落ちたら大変!宇宙の落とし穴!?(ブラックホール)                                             | 武上純希     | 日下部光雄     | 曽我仁彦     |
| 94  | 2月15日        | かたむきなければただの塔(ピサの斜塔)                                                      | 杉原恵       | 大町繁         | 村石ヒロチカ |
| 94  | 2月15日        | 落ちてビックリ!宇宙のおくりもの?(ツングースの大爆発)                                      | 柏倉美穂     | 藤原良二       | 村石ヒロチカ |
| 95  | 2月22日        | 1999年 世界滅亡の日?!(ノストラダムスの大予言)                                             | 首藤剛志     | 秦泉寺博       | 野崎貞夫     |
| 95  | 2月22日        | 虫の知らせで犯人ピタリ!(人間の超能力)                                                     | 五十嵐ひろみ | 江沢聖三       | 野崎貞夫     |
| 96  | 3月1日         | ジャングルに消えた謎の宮殿(マヤ文明)                                                      | 鷺山京子     | 又野龍也       | 曽我仁彦     |
| 96  | 3月1日         | 象もびっくり!動物園にはいないゾォー!(マンモス)                                            | 久保田圭司   | 秦泉寺博       | 曽我仁彦     |
| 97  | 3月8日         | 地球防衛軍出動!未確認飛行物体発見!!(UFO)                                                  | 花園由宇保   | 日下部光雄     | 村石ヒロチカ |
| 97  | 3月8日         | 竜宮城 帰ってみたら皆じいさん(ウラシマ現象)                                               | 戸田博史     | 大町繁         | 村石ヒロチカ |
| 98  | 3月15日        | 洪水だ!逃げろや逃げろ太古の救助船(ノアの箱舟)                                             | ひらたてつ   | 野寺三郎       | 野崎貞夫     |
| 98  | 3月15日        | ナマズはねれば地震がグラリ!?(動物の超能力)                                                | 山田美子     | 藤原良二       | 野崎貞夫     |
| 99  | 3月22日        | 石の石像さん こっち向いてハイポーズ!(イースター島のモアイ)                                | 村石ヒロチカ | 木村一郎       | 曽我仁彦     |
| 99  | 3月22日        | 天女様 羽衣とればただのひと!(羽衣伝説)                                                    | 志村多穂     | 秦泉寺博       | 曽我仁彦     |
| 100 | 3月29日        | それゆけ犬ぞり!極点めざせ!(北極南極)                                                      | ひらたてつ   | まつざきはじめ | 野崎貞夫     |
| 100 | 3月29日        | ティラノザウルス ぼくらの祖先?(恐竜の滅亡)                                                | 武上純希     | 日下部光雄     | 野崎貞夫     |

## 放送局
放送日時は個別に出典が掲示されてあるものを除き、1986年1月中旬 - 2月上旬時点のものとする。
| 放送地域   | 放送局              | 放送日時 | 放送系列               | 備考 |
| ---------- | ------------------- | --- | ---------------------- | --- |
| 関東広域圏 | 東京放送            | 土曜 17:30 - 18:00 | TBS系列                | 制作局、現・TBSテレビ。 |
| 福島県     | テレビユー福島      | 土曜 17:30 - 18:00 | TBS系列                | |
| 新潟県     | 新潟放送            | 土曜 17:30 - 18:00 | TBS系列                | キー局と同時間帯に放送していたが遅れネット。提供は東北電力・東京電力（柏崎刈羽原発がある関係）。                                        |
| 中京広域圏 | 中部日本放送        | 土曜 17:30 - 18:00 | TBS系列                | 1984年9月21日放送分で打ち切り。 |
| 北海道     | 北海道放送          | 土曜 7:00 - 7:30（1984年5月5日 - 1985年3月30日） → 土曜 16:55 - 17:25（1985年4月6日 - 9月28日） → 土曜 7:00 - 7:30（1985年10月5日 - 1986年1月4日） → 土曜 16:55 - 17:25（1986年1月11日 - 5月3日） | TBS系列                | [ 注釈 1 ] |
| 岩手県     | テレビ岩手          | 土曜 6:00 - 6:15 | 日本テレビ系列         | 本来のTBS系列である岩手放送（現・IBC岩手放送）では未放送。1993年 - 1995年頃に放送。                                                     |
| 秋田県     | 秋田テレビ          | 月曜 - 金曜 5:40 - 5:55 | フジテレビ系列         | 本放送終了後、1995年頃に放送。本放送時はテレビ朝日系列とのクロスネット局。                                                              |
| 宮城県     | 東北放送            | 日曜 9:30 - 10:00 | TBS系列                | 1987年頃に放送。 |
| 長野県     | 信越放送            | 金曜 16:00 - 16:30 → 金曜 17:00 - 17:30（1986年5月中旬 - 6月上旬時点） | TBS系列                | |
| 静岡県     | 静岡放送            | 木曜 19:00 - 19:30（1984年9月中旬 - 10月上旬時点）→ 土曜 17:00 - 17:30（1984年11月中旬 - 12月上旬時点）                                                                                           | TBS系列                | 途中で打ち切り。 |
| 福井県     | 福井テレビ          | 月曜 - 金曜 6:05 - 6:20、 月曜 - 木曜 16:10 - 16:25 | フジテレビ系列         | 本放送終了後、1994年頃に放送。 |
| 近畿広域圏 | 毎日放送→関西テレビ | 土曜 7:00 - 7:30 (1985年3月3日-3月24日毎日放送の放送枠) → 土曜 15:00 - 15:30 (1985年4月〜6月頃毎日放送の放送枠) 金曜 6:00 - 6:30(関西テレビ放送枠)                                                | TBS系列→フジテレビ系列 | 毎日放送では1985年6月放送分を以って終了マーク無しの打ち切り。 本放送終了後、関西テレビで改めて1989年3月-1991年2月迄字幕付きで完全放送。 |
| 広島県     | 中国放送            | 土曜 7:00 - 7:30 | TBS系列                | 途中で打ち切り。 |
| 愛媛県     | 愛媛放送            | 土曜 7:30 - 8:00 | フジテレビ系列         | 現・テレビ愛媛。 |
| 高知県     | テレビ高知          | 日曜 16:30 - 17:00 | TBS系列                | 途中で打ち切り。 |
| 長崎県     | 長崎放送            | 日曜 16:30 - 17:00 | TBS系列                | 1987年頃に放送。 |

- 札幌テレビ（日本テレビ系列）では、1993年頃、平日朝5:30 - 5:45（1話）に放送されていた[16]。上述の通り、北海道放送で本放送が行われた為、札幌テレビでは再放送扱い。